# Diola
Diola albo Jola – grupa etniczna w Afryce Zachodniej, zamieszkująca współcześnie głównie region Casamance w południowym Senegalu oraz część terytorium Gwinei Bissau i Gambii. Do tradycyjnych zajęć ludu Diola zalicza się rybołówstwo i uprawa roli.
Diola nie posiadają silnej tradycji przekazów ustnych i ich pochodzenie nie jest do końca wiadome. Uważa się, że chociaż przez wiele stuleci zamieszkiwali swoje obecne siedziby, początkowo żyli także nad brzegami rzeki Gambia i zostali stamtąd wyparci między XIII a XVI wiekiem przez migrujących członków ludu Mandinka.
Diola różnią się od innych grup etnicznych regionu swoją strukturą społeczną (m.in. brakiem systemu klasowego), a także odrzuceniem islamu (większość członków ludu Diola wyznaje tradycyjne religie etniczne lub przyjęła chrześcijaństwo). Przyczynia się to do silnego poczucia odrębności, a w konsekwencji do dążeń separatystycznych w senegalskim regionie Casamance.